# Загеева, Лилия Александровна
Ли́лия Алекса́ндровна Заге́ева — российский учёный, ректор ЛГТУ, кандидат экономических наук, доцент.

## Биография
В 2006 году окончила Липецкий государственный технический университет по специальности «Менеджмент организации». Диссертацию на соискание учётной степени кандидата экономических наук защитила в 2008 году по специальностям 08.00.05 «Экономика и управление народным хозяйством», 08.00.01 «Экономическая теория».
С 2006 по 2019 годы работала на кафедре менеджмента, затем возглавила её в 2017 году. С 2019 по 2020 годы возглавляла экономический факультет. С 2020 по 2023 годы работала начальником Управления образования и науки Липецкой области.
С 9 февраля 2023 года исполняла обязанности ректора, а 28 февраля 2024 года избрана ректором Липецкого государственного технического университета.